# Cour Saint-Antoine
La cour Saint-Antoine est une place du quartier Féronstrée et Hors-Château de la ville de Liège.

## Historique
Entre la rue des Brasseurs et la rue Hors-Château, la cour Saint-Antoine est le résultat d’un projet de rénovation urbaine, mené par l’architecte Charles Vandenhove et réalisé entre 1978 et 1985.
Le projet concerne un îlot d'immeubles dégradés compris entre la rue Hors-Château et la petite rue des Brasseurs. Cet ensemble comporte de nombreuses maisons datant des XVIIe, XVIIIe et XIXe siècles, dont les façades et les toitures sont classées au patrimoine immobilier de la Région wallonne,.
Le projet de reconversion se divise en trois parties : la rénovation et la réhabilitation de maisons historiques de la rue Hors-Château, la construction de nouveaux logements de style postmoderne, rue des Brasseurs et, pour relier les deux, une place publique piétonne, accessible par des arvôs depuis la rue Hors-Château et celle des Brasseurs. Il libère ainsi un espace fermé constituant l'actuelle cour Saint-Antoine.

## Architecture
Les interventions de la cour Saint-Antoine, conçues par Charles Vandenhove, rompent avec la vision moderniste de l’époque et les usages qui ont prévalu durant plus de trente années. Ici, l’architecte ne fait pas table rase du passé mais conjugue le respect du patrimoine avec un langage contemporain et formel qui semble dialoguer avec les demeures historiques qui l’entourent. Dans ce cadre, la rénovation de la cour Saint-Antoine forme un jalon dans l'histoire de l'architecture et de l'urbanisme du XXe siècle en Belgique.
Ce projet de rénovation urbaine a conservé et préservé le patrimoine classé de l’îlot, en prenant en compte les caractéristiques du bâti de ce quartier ancien. Les croisées absentes ou brisées ont été remplacées, les baies qui avait été auparavant modifiées, ont retrouvé leur dimension d’origine. Cependant, l’ensemble n'apparaît pas tourné vers le passé et affiche son caractère contemporain.
Depuis la rue Hors-Château, toutes les interventions contemporaines sont clairement identifiables : les croisées abîmées sont remplacées par des colonnettes en bronze, les nouvelles portes sont percées de petites fenêtres carrées. De nouveaux perrons relient les portes au trottoir. Les couleurs vives de ces éléments rappellent leur modernité.
À l’intérieur de l’îlot, Charles Vandenhove développe davantage son propre vocabulaire classique, avec des colonnes à chapiteaux ioniques de sa conception, le petit temple rouge qui ferme un des côtés de la place ou la fontaine avec son obélisque. Les nouvelles constructions ainsi que certaines façades arrière des maisons de la rue Hors-Château, sont habillées d’éléments préfabriqués en béton : colonnes, chapiteaux, linteaux, corniches,... Les fenêtres des logements neufs sont agrémentées de supports de bacs à fleurs en fonte qui reprennent le motif des petits carrés présents sur les portes et les fenêtres de l’ensemble.

## Accès
Seuls deux accès permettent de se rendre dans la cour, le premier est situé rue des Brasseurs et le second au no 114 de la rue Hors-Château.

## Tikal
La sculpture-fontaine Tikal réalisée en 1982 par les artistes Anne et Patrick Poirier s'étend dans la longueur de la cour. La fontaine en forme d'obélisque est reliée à la pyramide d'inspiration maya par une rigole
.